# پل خشتی لنگرود
پل خشتی لنگرود به عنوان معروف‌ترین بنای تاریخی و نماد شهر لنگرود شناخته می‌شود که از آجر و ساروج ساخته شده‌است. این پل تاریخی برروی رودخانه لنگرود که از یکی از آبراهه‌های سفیدرود سراریز می‌شود و از مرکز شهر لنگرود عبور می‌کند ساخته شده و محله‌های قدیمی «فشکالی محله» و «راه پشته» را به یکدیگر متصل می‌کند. در زبان گیلکی لنگرودی به این پل، خَشته پٌل و خَشته پورد نیز می‌گویند.

## تاریخ ساخت
از زمان دقیق ساخت این پل و سازنده آن هیچ سند معتبری در دست نیست ولی حدود ساخت این پل، بنا بر نوشته محمود پاینده لنگرودی (محقق برجسته لنگرودی) و بر اساس استناد به کتاب تاریخ خانی بعد از سال ۹۱۲ هـ. ق و در دوران صفویه است.
این پل در چهار دوره مرمت اساسی گردید که اولین مرمت در اواخر دوره قاجاریه، مرمت دوم در زمان پهلوی اول توسط حاج حبیب لِمَنجویی که با ریختن سرب در اطراف پایه اصلی پل استحکام این پل را تقویت نمود، مرمت سوم در زمان پهلوی دوم سال ۱۳۳۷ توسط اداره کل حفاظت آثار باستانی و بناهای تاریخی با تعویض اجرهای پودر شده با اجرهای جدید و نهایتاً مرمت چهارم در سال ۱۳۹۷ توسط اداره میراث فرهنگی با تعویض خشت‌های خارجی تخریب شده و بند کشی کل خشت‌ها و تعویض فرم لبه‌های پل به شکل نوک تیز انجام شد.

## مشخصات پل
پل از یک سطح میانی و دو بخش جانبی شیب دار تشکیل شده و طول قسمت اول آن ۱۰/۱۵ متر و دو قسمت جانبی ۱۰ الی ۱۱ متر است. عرض پل در قسمت میانی و بین دو جان پناه ۳۴۵ تا ۳۵۰ سانتیمتر و عرض قسمت جان پناه‌ها هر یک ۴۵ و ارتفاع آن‌ها ۳۵ سانتیمتر است. عرض کلی پل ۴۳۰ سانتیمتر است. محل عبور عابر پیاده‌روی پل را در مرمت‌های اخیر با قلوه سنگ مفروش ساخته‌اند. پل دارای دهانه با طاق جناقی نسبتاً کند است.
دو فرو رفتگی در پیشانی پل و در فاصله بین دو قوس قرار دارد. هر یک از قوس‌ها در سمت بیرونی دارای یک نوار آجرکاری به عرض ۱۲ سانتیمتر است که حالتی تزیینی و برجسته دارند. علاوه بر آن در کنارهٔ قوس‌ها آجر چینی خاصی نیز انجام شده و حاشیه‌ای به عرض ۶۰ سانتیمتر را به وجود آورده‌است.
پایه میانی قطور پل ۴ متر عرض دارد و دو موج شکن یا سیل برگردان در دو طرف پل برای کاستن از فشار آب در ایام افزایش سطح آب تعبیه شده‌است. یک دهانه کوچک بین پایه میانی پل و یک طاق نمای جناقی بر بالای آن با عرض ۵۰ سانتیمتر وجود دارد.
پل خشتی لنگرود به علت قرارگیری در مرکز شهر و همچنین جنس مواد استفاده شده در ساخت آن، همیشه مورد توجه و اهمیت بوده‌است و معماری این پل در میان تمام پل‌های خشتی منحصر به فرد بوده و نمونه پل خشتی لنگرود با این مشخصات نه تنها در ایران بلکه در هیچ جای جهان وجود ندارد.

## نگارخانه

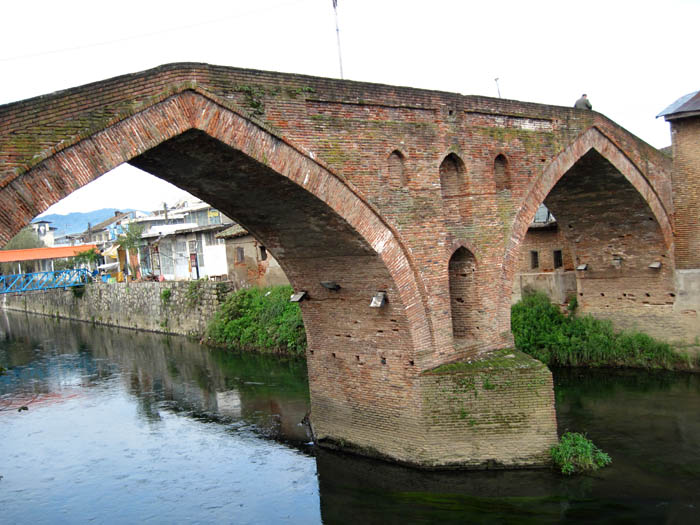
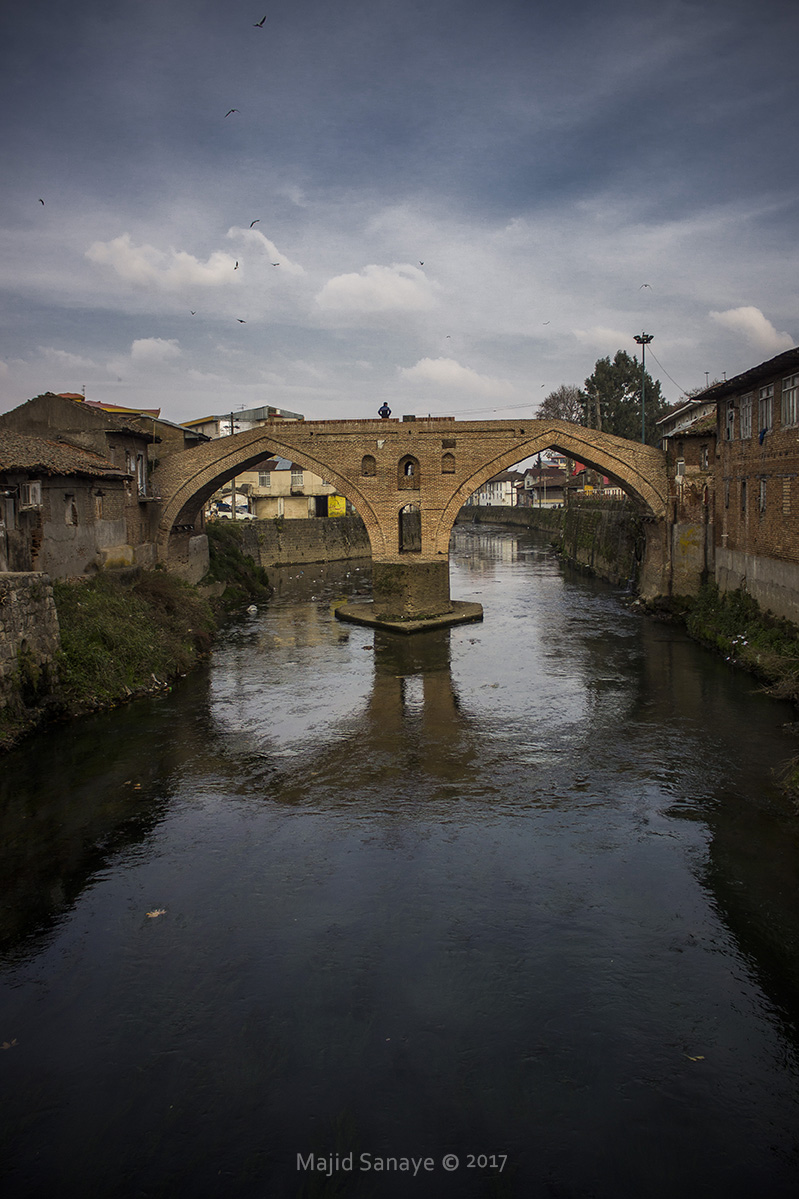
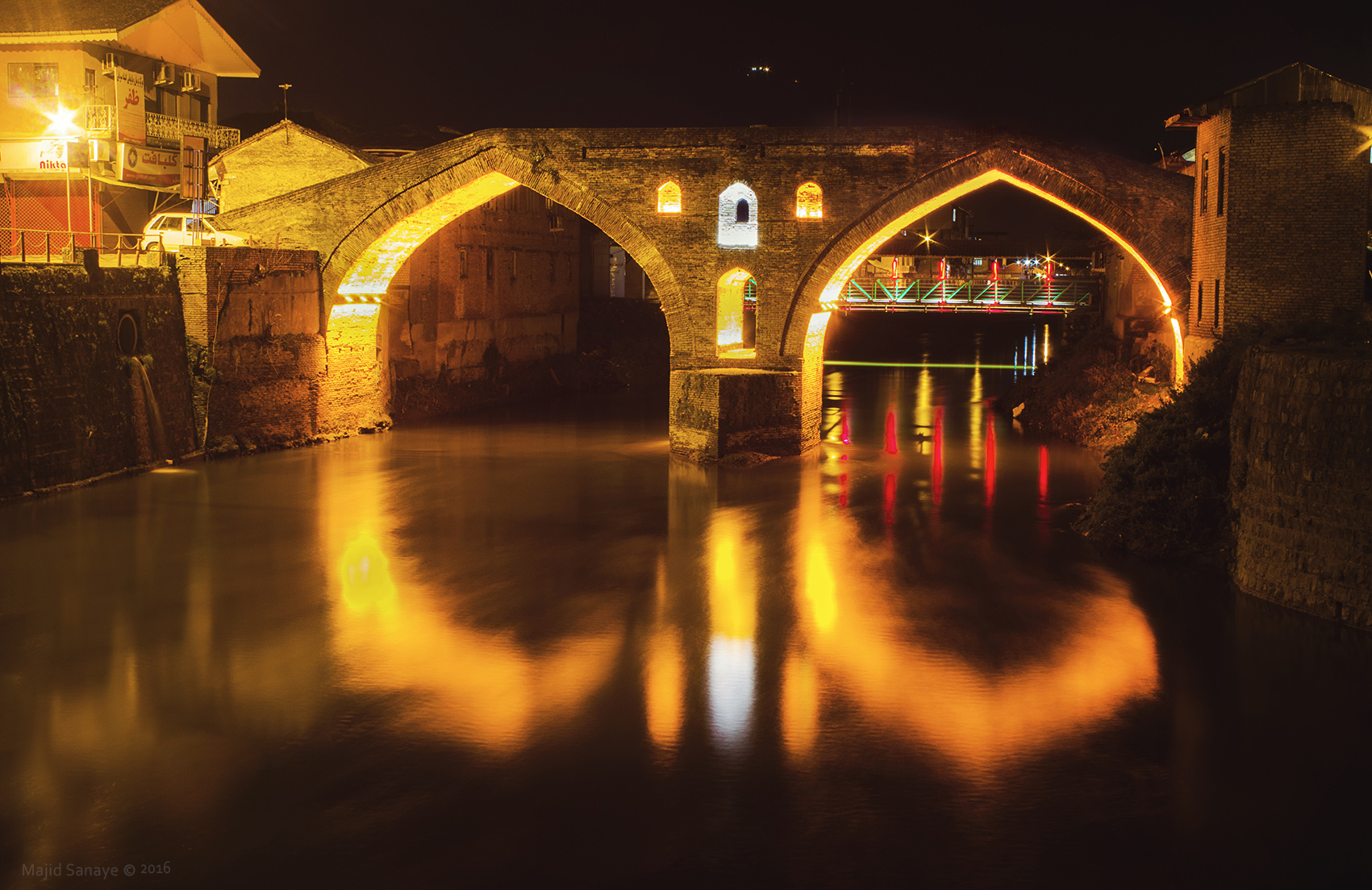
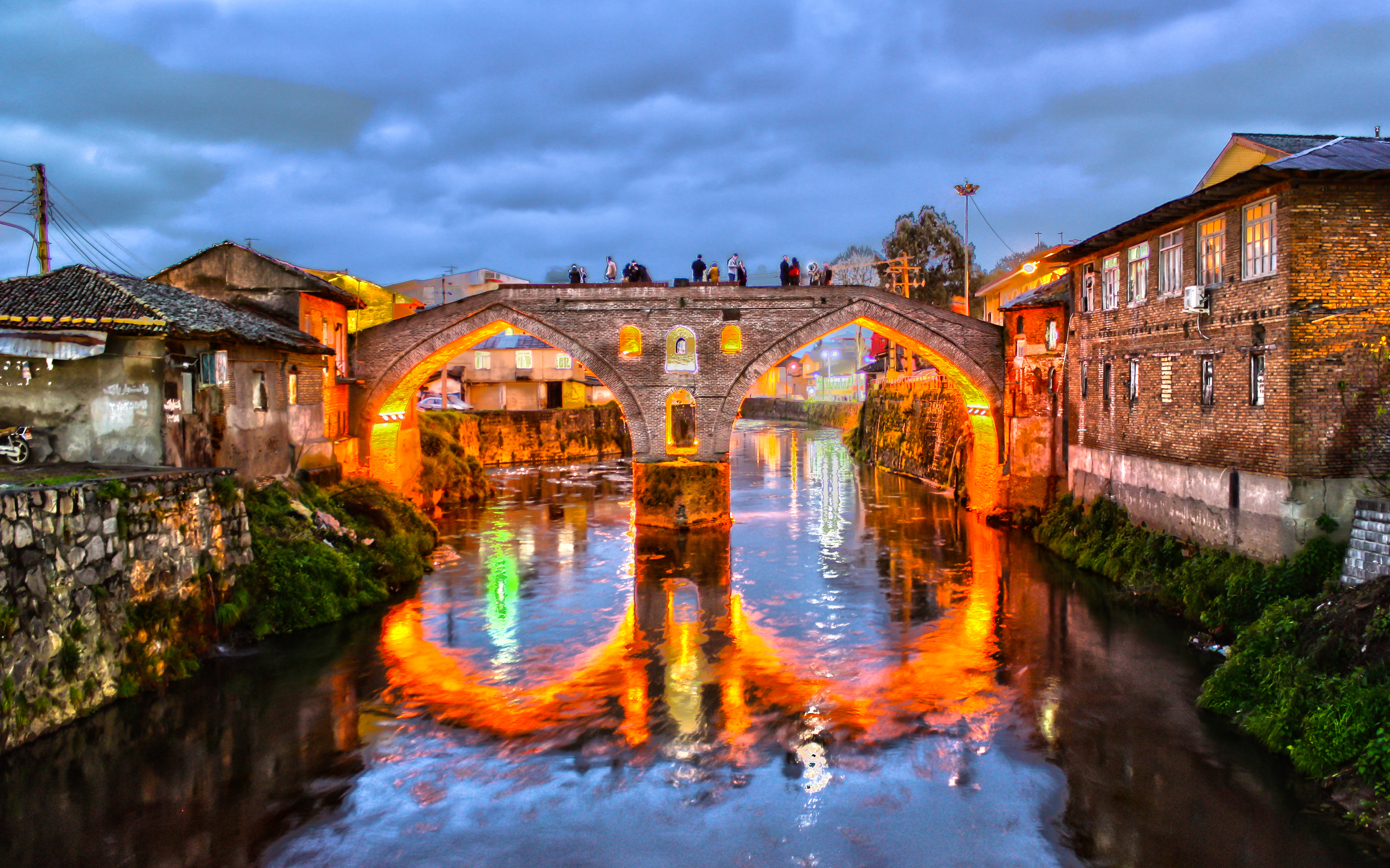
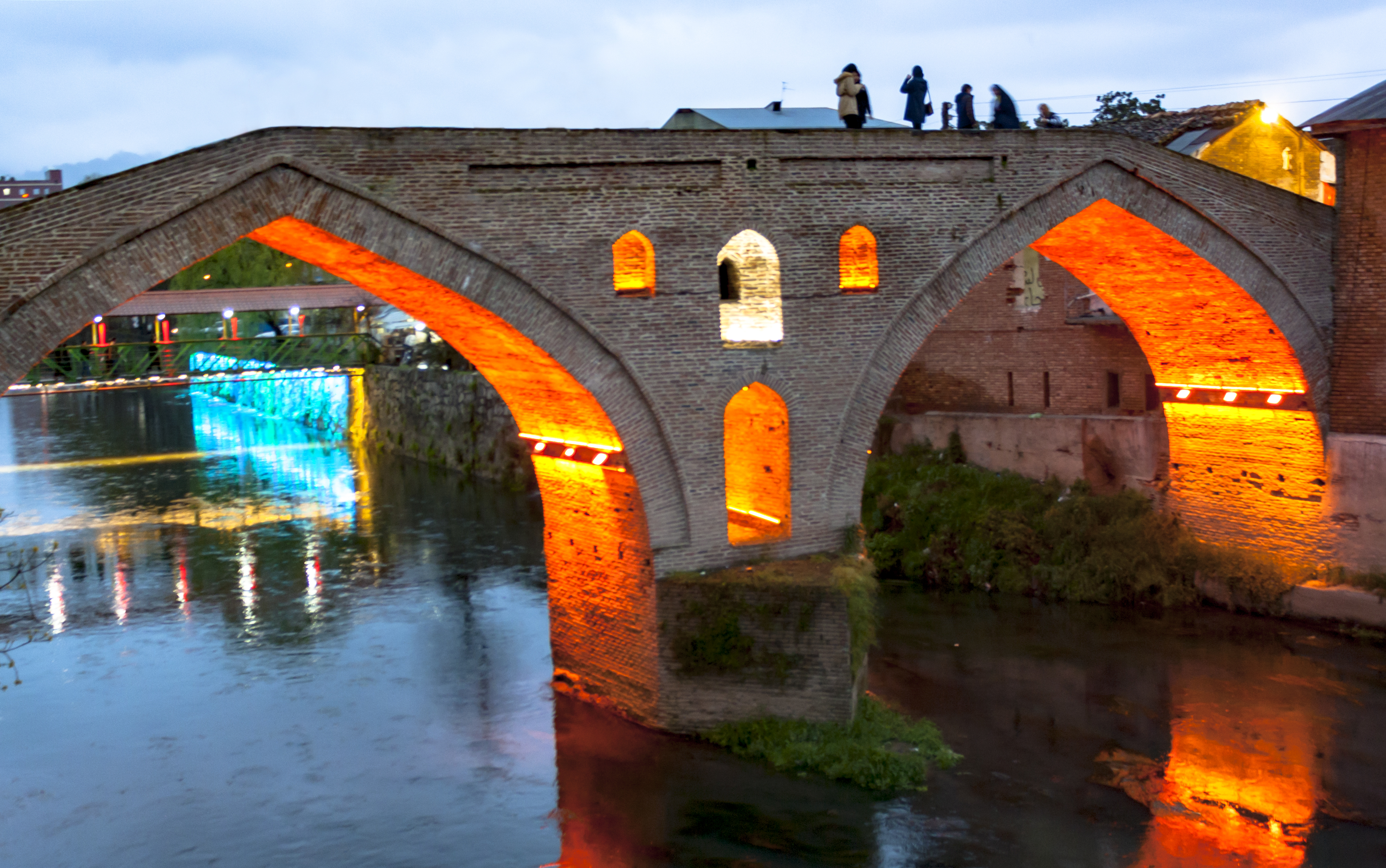
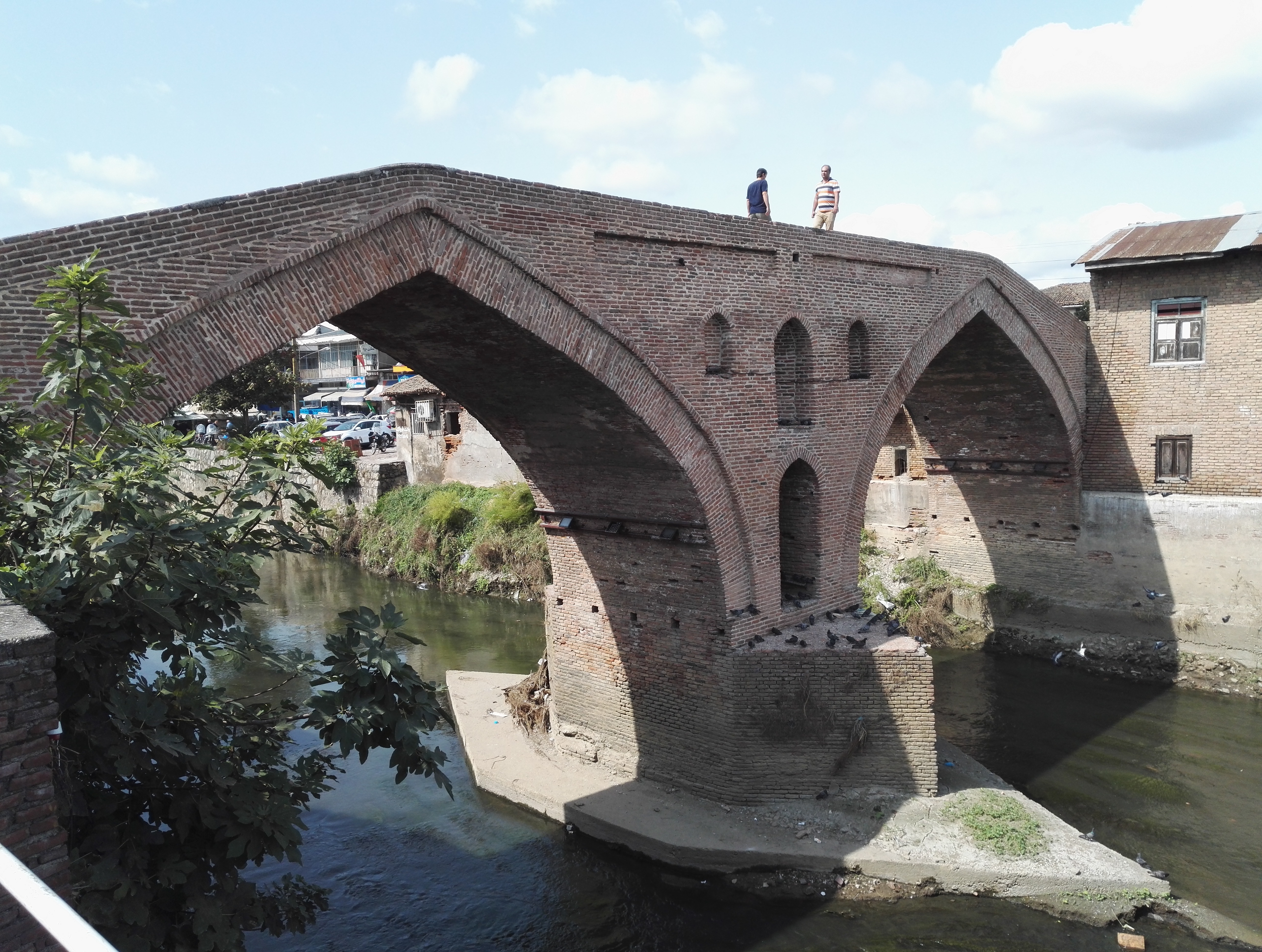
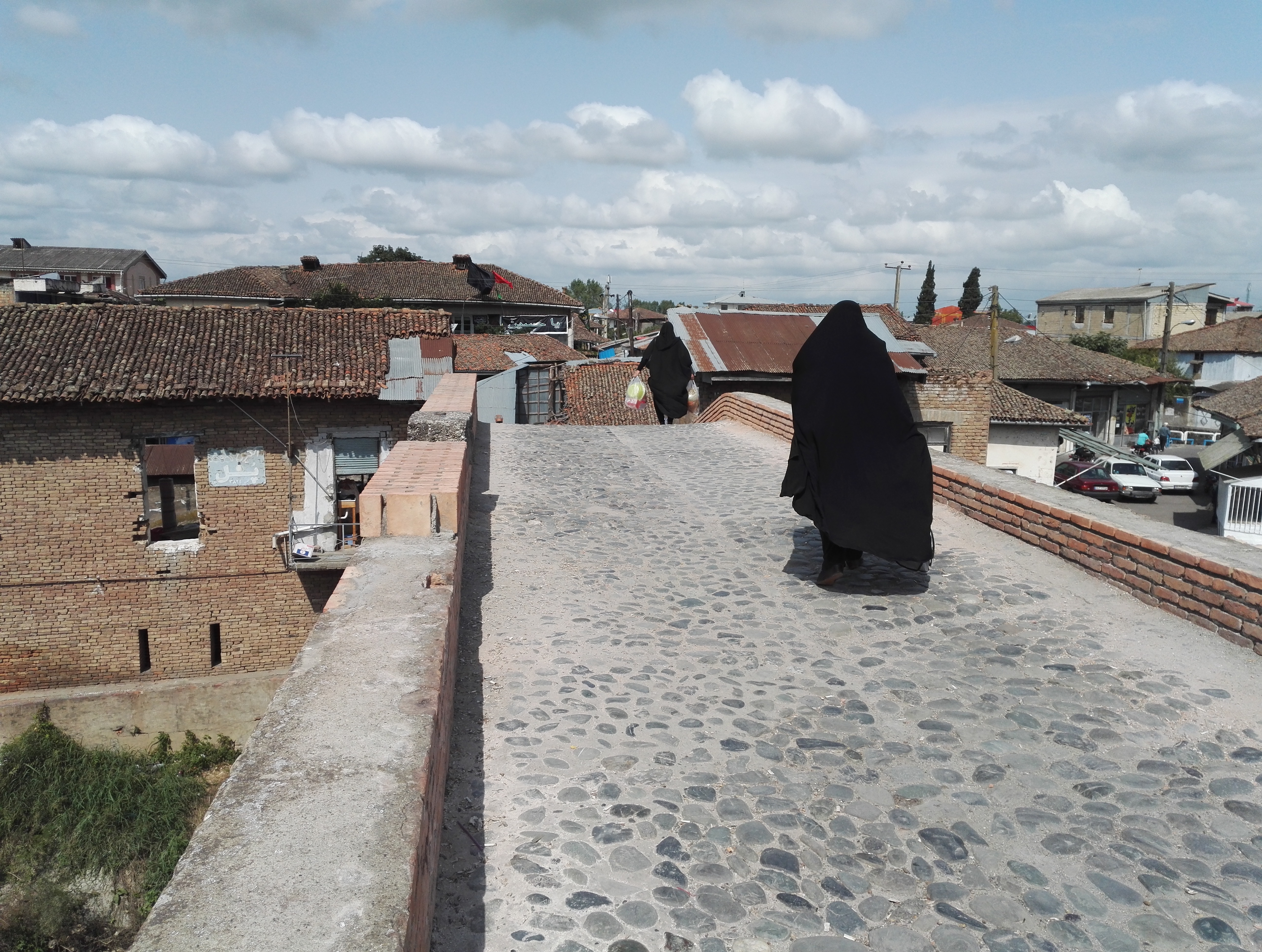
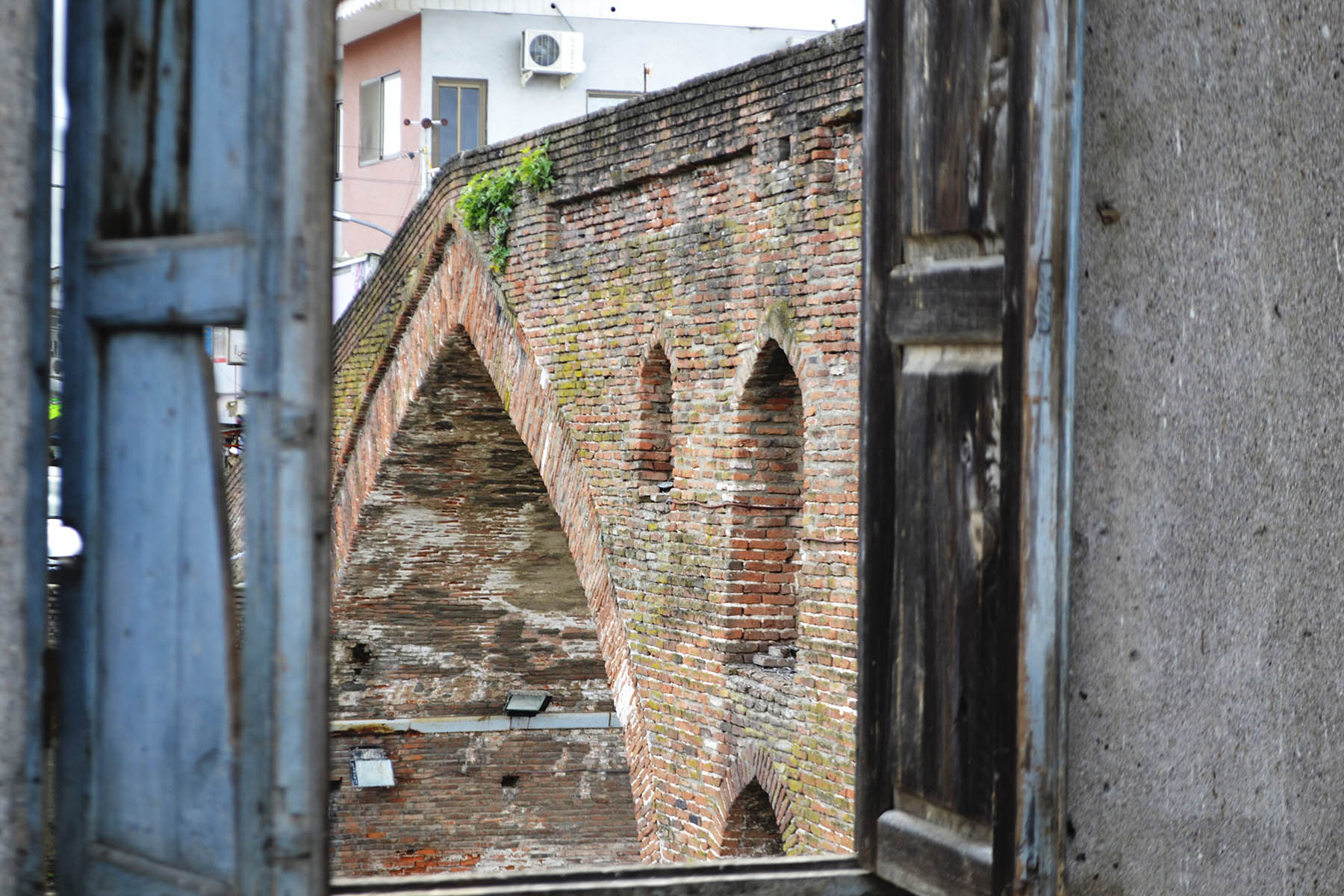
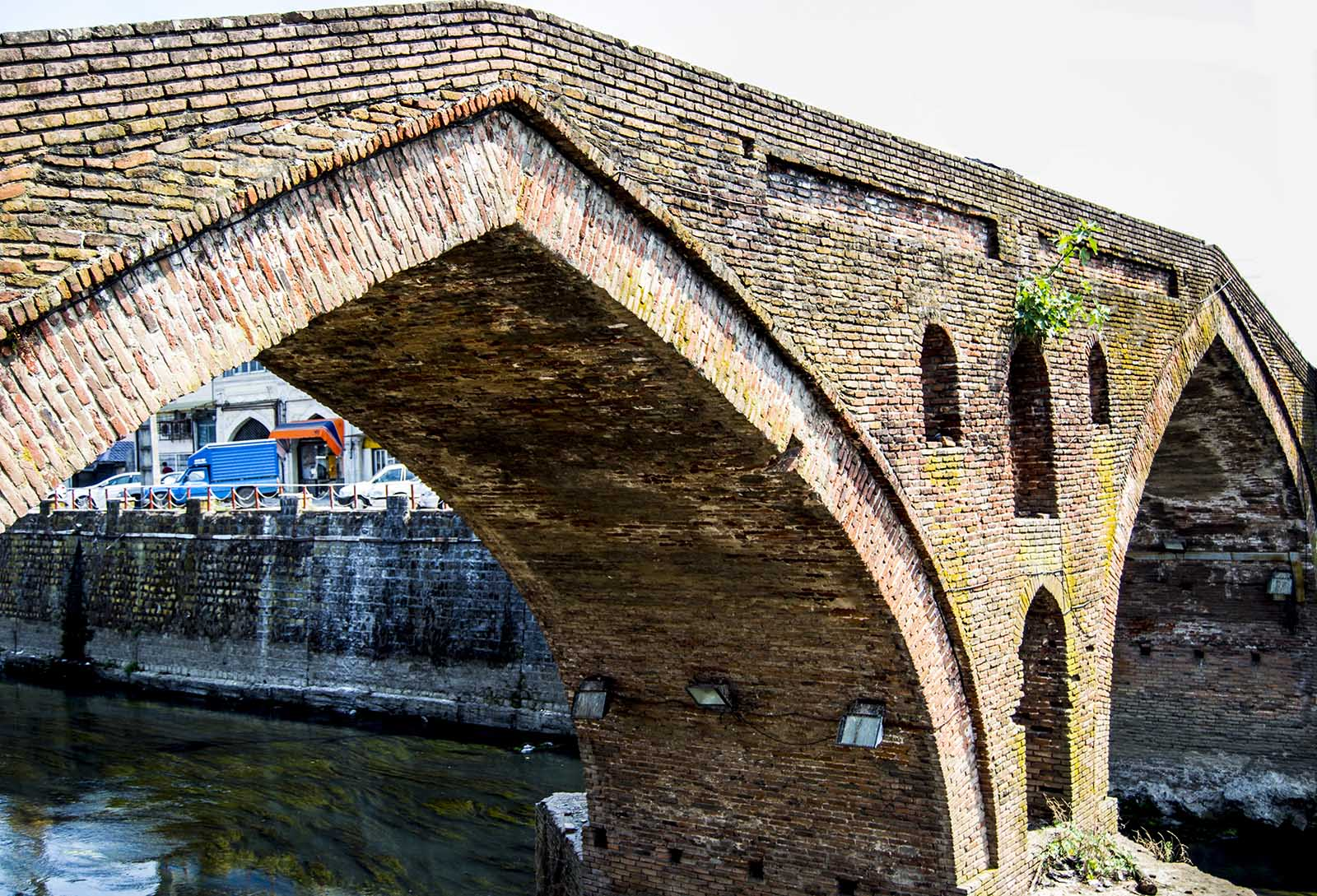
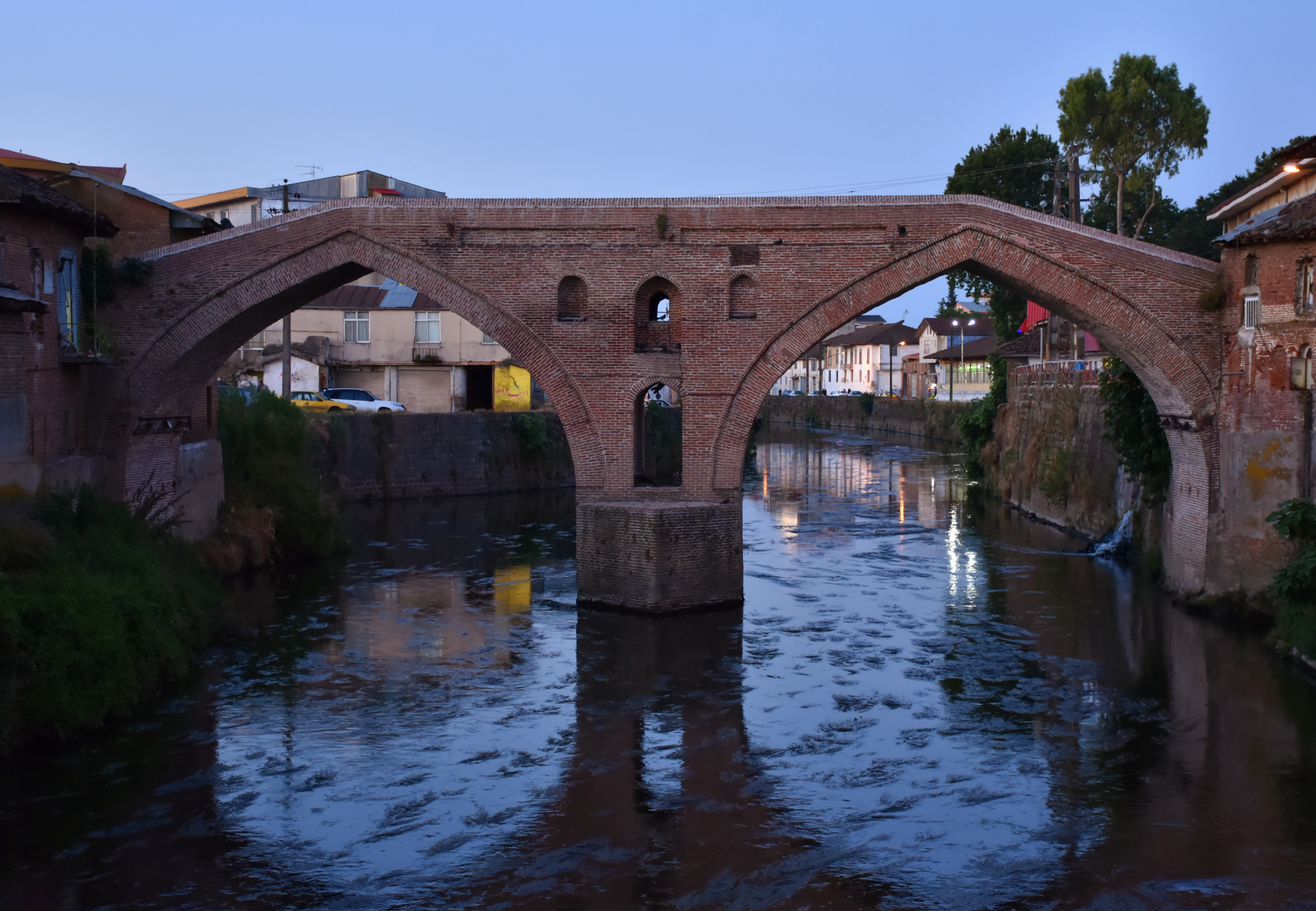